# 霍莫薩薩 (佛羅里達州)
霍莫薩薩（英語：Homosassa）是位於美國佛羅里達州西特拉斯縣的一個人口普查指定地區。

## 地理
霍莫薩薩的座標為28°47′00″N 82°37′02″W / 28.78333°N 82.61722°W，而該地最高點為海拔高度0米（即0英尺）。

## 人口
根據2010年美國人口普查的數據，霍莫薩薩的面積為20.10平方千米，當中陸地面積為21.50平方千米，而水域面積為1.40平方千米。當地共有人口2578人，而人口密度為每平方千米128人。